# Amstel Light
Amstel Light is een Nederlands pils van het merk Amstel.
Het bier wordt gebrouwen in Zoeterwoude door Heineken en heeft een alcoholpercentage van 3,5%; wat lager is dan het percentage alcohol van een normaal pilsener.